# 山口県道57号下関港線
山口県道57号下関港線（やまぐちけんどう57ごう しものせきこうせん）は、山口県下関市を通る県道（主要地方道）である。

## 概要
山口県下関市南部町から下関市椋野町2丁目に至る。
もともとは山口県道340号下関港線だったが、1993年（平成5年）の主要地方道再編で全区間が主要地方道に昇格し、県道番号が変更された。2008年（平成20年）4月1日現在の実延長は3.4 km。

### 路線データ
- 起点：下関市南部町（唐戸交差点、国道9号交点、山口県道248号下関港安岡線起点）
- 終点：下関市椋野町2丁目（国道2号交点）
- 実延長：3.4 km[注釈 1][1]

## 歴史
- 1993年（平成5年）5月11日 - 建設省から、県道下関港線が下関港線として主要地方道に指定される[2]。

## 路線状況

### 重複区間
- 山口県道248号下関港安岡線（下関市南部町・唐戸交差点（起点） - 下関市上田中町1丁目）

### 道路施設

#### トンネル
- 椋野トンネル（下り線）：延長385 m、1973年（昭和48年）竣工、下関市
- 椋野トンネル（上り線）：延長360 m、1960年（昭和35年）竣工、下関市

## 地理

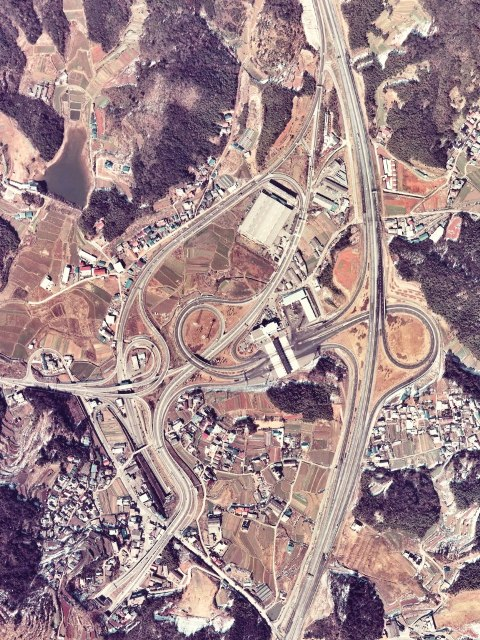
下関IC付近航空写真 -

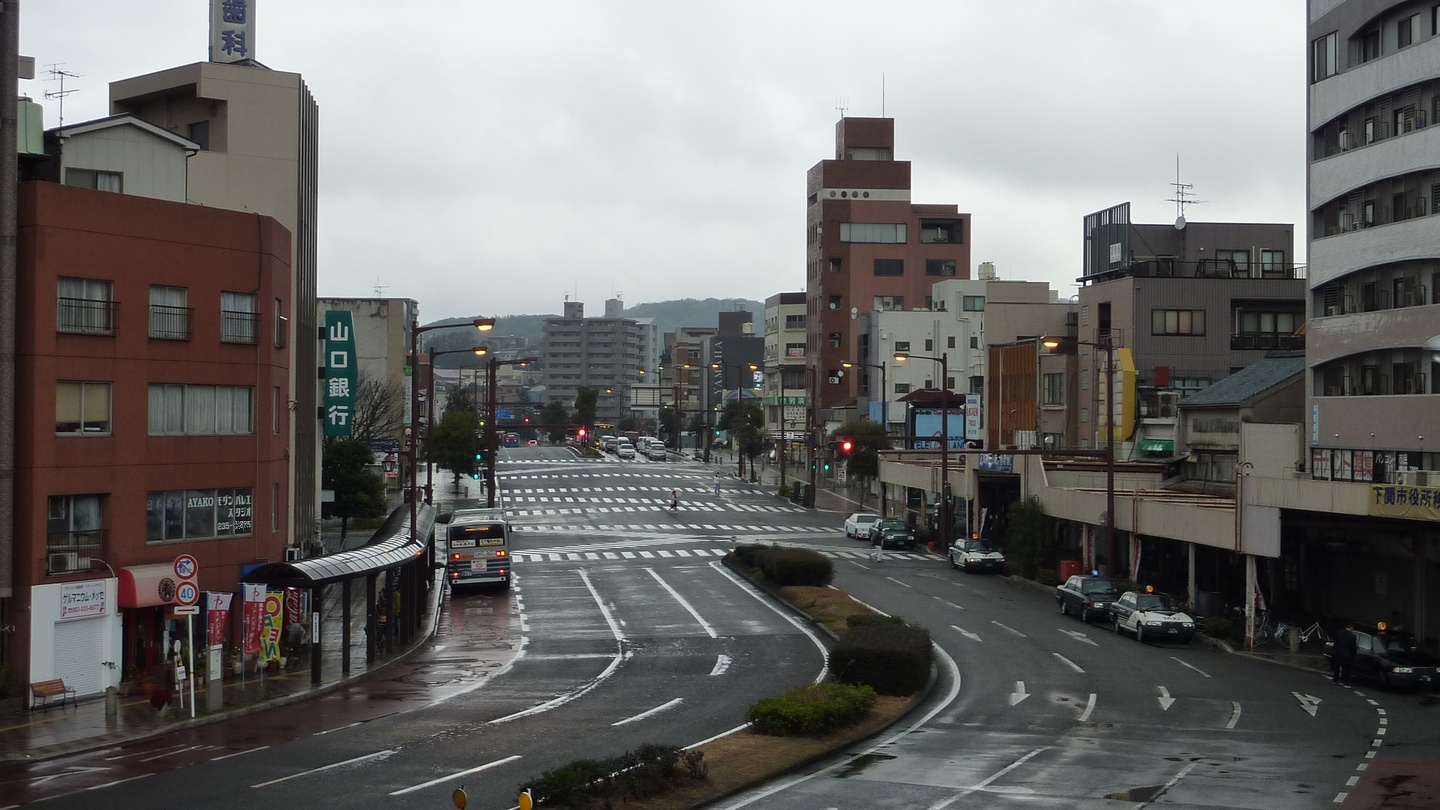
起点（下関市南部町）

### 通過する自治体
- 下関市

### 交差する道路
| 交差する道路                                   | 交差する場所  | 交差する場所      |
| ---------------------------------------------- | ------------- | ----------------- |
| 国道9号 山口県道248号下関港安岡線 重複区間起点 | 南部町        | 唐戸交差点 / 起点 |
| 山口県道248号下関港安岡線 重複区間終点         | 上田中町1丁目 |                   |
| 山口県道258号武久椋野線                        | 椋野町2丁目   |                   |
| E2A 中国自動車道 E2A 関門橋                    | 椋野町2丁目   | 37 下関IC         |
| 国道2号 / 関門トンネル                         | 椋野町2丁目   | 終点              |

### 交差する鉄道
- 山陽新幹線

### 沿線
- 唐戸市場（起点付近）
- 下関市立しものせき水族館（起点付近）
- はい!からっと横丁（起点付近）
- 下関港
- 下関市役所
- 一里山公園
- 火の山公園